# Max-Joseph-Platz
La Max-Joseph-Platz è una piazza di Monaco di Baviera, adiacente alla Residenz.

## Storia
La piazza venne realizzata su progetto di Karl von Fischer e Leo von Klenze intorno al 1820 e venne ben presto circondata da palazzi in stile neoclassico. Oltre alla Residenz, sulla piazza si affacciano difatti il Nationaltheater e il Palazzo Törring-Jettenbach. La piazza ospita la statua del re Massimiliano I Giuseppe, opera dello stesso von Klenze e di Christian Daniel Rauch.